# KRS-One
Lawrence Parker (New York, 20 augustus 1965), bekend onder de artiestennaam KRS-One ("Knowledge Reigns Supreme Over Nearly Everyone"), is een Amerikaanse rapper. Gedurende zijn carrière stond hij bekend als Kris Parker, The Blastmaster, The Teacher en the Philosopher. Deze laatste bijnamen dankt hij aan zijn doordachte teksten over misstanden in de maatschappij en in de hiphop.
KRS-One is afkomstig uit The Bronx in New York. De jonge Kris Parker nam zijn bekendste pseudoniem voor het eerst aan toen hij graffiti spoot in The Bronx. Hij ondertekende zijn werken met KRIS-One, dat later KRS-1 of KRS-ONE zou worden.
Samen met dj Scott la Rock en Ced-Gee van Ultramagnetic MC's vormde hij Boogie Down Productions (BDP). Hun debuut was het album Criminal Minded.

## BDP-albums
- Criminal Minded (1987)
- By All Means Necessary (1988)
- Ghetto Music: The Blueprint of Hip Hop (1989)
- Edutainment (1990)
- Live Hardcore Worldwide (1991)
- Sex and Violence (1992)

## KRS-One-albums
- Return of the Boom Bap (1993)
- KRS-One (1995)
- I Got Next (1997)
- The Sneak Attack (2001)
- Prophets Vs. Profits (2002)
- Spiritual Minded (2002)
- The Mix Tape/Prophets vs. Profits (2002)
- Digital (2003)
- Kristyles (2003)
- Keep Right (2004)
- Life (2006)
- HipHop Lives ft. Marley Marl (2007)
- Adventures in Emceeing (2008)
- Maximum Strength 2008 (2008)
- Conflosation (met Buckshot) (2008)
- Survival Skills (met Buckshot) (2009)
- Back to the L.A.B (2010)
- Godsville (met Showbiz) (2011)
- The BDP Album (2012)
- Just Like That (2013)
- Never Forget EP (2013)
- The World Is Mind (2017)

- Gemeinsame Normdatei: 134669304
- International Standard Name Identifier: 0000 0000 7881 9789
- Library of Congress Control Number: n93112291
- MusicBrainz: fc4568b6-cbe3-4a3d-8409-28510c19e3e2
- Nationale Bibliotheek van Tsjechië: xx0035727
- Virtual International Authority File: 85522090